# خوان أغويليرا
خوان أغويليرا (بالإسبانية: Juan Aguilera)‏ لاعب كرة قدم تشيلي راحل كان يجيد اللعب في خط الهجوم .
لعب طوال مسيرته الرياضية في نادي واحد وهو أوداكس إيتاليانو كما شارك مع منتخب تشيلي في بطولة كأس العالم 1930 في الأوروغواي .

## وصلات خارجية
- خوان أغويليرا على موقع الاتحاد الدولي (مؤرشف)  (الإنجليزية)
- خوان أغويليرا على موقع قاعدة بيانات كرة القدم.إي يو (الإنجليزية)
- خوان أغويليرا على موقع ناشيونال فوتبول تيمز (الإنجليزية)
- خوان أغويليرا على موقع Soccerway.com (الإنجليزية)
- خوان أغويليرا على موقع عالم كرة القدم.نت (الإنجليزية)

- هذا السيرة الذاتية